# Сенон
Сенон (фр. Cenon) насеље је и општина у југозападној Француској у региону Аквитанија, у департману Жиронда која припада префектури Бордо.
По подацима из 2011. године у општини је живело 22.131 становника, а густина насељености је износила 4009,24 становника/km². Општина се простире на површини од 5,52 km². Налази се на средњој надморској висини од 123 метара (максималној 75 m, а минималној 3 m).

## Демографија
| 1962.  | 1968.  | 1975.  | 1982.  | 1990.  | 1999.  | 2011.  |
| ------ | ------ | ------ | ------ | ------ | ------ | ------ |
| 13 821 | 17 713 | 24 769 | 23 520 | 21 363 | 21 283 | 22.131 |

График промене броја становника у току последњих година